# Collectif Prouvènço
 (juillet 2021).
Le collectif Prouvènço (en français collectif Provence, en provençal couleitiéu Prouvènço), est une association régionale qui se présente pour la défense et la promotion de la langue et de la culture provençales.
Son objectif est la reconnaissance du provençal en tant que langue distincte de l'occitan. Il souhaite aussi l’interdiction de la norme classique de l'occitan par les services publics au profit de la norme mistralienne pour écrire le provençal,,.

## Présentation
L’association a été créée en 2000 par Jean-Pierre Richard avec quelques présidents d'association. En 2022, l'association revendique plus de 1 000 adhérents.

### Publications
Le collectif Provence a édité des ouvrages bilingues (dictionnaires, ouvrages de référence, bandes-dessinées, albums, etc.). Il publie tous les trimestres, depuis 2001, un magazine bilingue français provençal : Me dison Prouvènço (« Mon nom est Provence ») qui traite de l'actualité culturelle et linguistique en Provence.

### Manifestations
L'association est impliquée dans plusieurs manifestations provençales, en particulier les Assises de la langue et de la culture provençales de Maussane-les-Alpilles, le festival Me Dison Prouvènço (Arles) ou le Festival des Fontaines (Grans).
Le collectif Prouvènço a organisé plusieurs manifestations, en réaction aux manifestations pour la langue occitane programmées aux mêmes dates: en 2007 à Arles avec 5 000 personnes, en 2009 à Beaucaire et Tarascon 4 000 personnes et enfin avec la coordination Gardaren Prouvènço, le 24 octobre 2015 (2 700 manifestants).

### Observatoire
Le collectif a obtenu début 2014 le financement pour la mise en place d'un Observatoire de la langue et de la culture provençales, installé à Cheval-Blanc, dans le Vaucluse avec le concours de la région Provence-Alpes-Côte d'Azur, du conseil général de Vaucluse et du parc naturel régional du Luberon[réf. nécessaire] et de partenaires privés[réf. nécessaire]. Cet observatoire est inauguré en 2020,.

## Conflits idéologiques
En Provence, il existe depuis 1950 différents protagonistes aux alliances mouvantes s'affrontant sur le statut de la graphie mistralienne versus graphie classique et sur le statut du provençal, langue à part entière ou dialecte de l'occitan. Le collectif Prouvènço milite pour les deux premières options et tente d'imposer l'usage exclusif de la graphie mistralienne; il considère que le provençal est l'une des « langues d'oc », et refuse l'unité de l'occitan qu'il considère comme un simple synonyme de languedocien. Un dossier publié en 2012 dans la revue Lengas fait état de ces polémiques et des différents points de vue, sous le regard extérieur d'une ethnologue. Le collectif a obtenu une certaine audience auprès du conseil régional de Provence-Alpes-Côte d'Azur et qui fait campagne pour que la région cesse de subventionner l'enseignement bilingue au prétexte qu'il s'agirait d'un enseignement de l'occitan languedocien, alors que les calandretas de la région utilisent les variétés locales de provençal ou de vivaro-alpin,,.
Le Collectif s'appuie essentiellement sur les travaux du linguiste Philippe Blanchet.